# Fai la maturità prima
Fai la maturità prima (Passe ton bac d'abord) è un film del 1978, diretto da Maurice Pialat.

## Trama
Lens, Francia: alcuni studenti, preoccupati per l'imminente esame di maturità, passano le loro giornate tra bar, droga, sesso e riflessioni sul futuro che li attende.